# Berit Heggenhougen-Jensen
Berit Heggenhougen-Jensen est une artiste chercheuse danoise née le 31 mai 1956 à Copenhague, Danemark. Diplômée en 1990 3e cycle en Beaux-Arts à l’Académie royale danoise des Beaux-Arts de Copenhague. Inscrite en tant qu’artiste chercheur et candidat au doctorat à l’École des hautes études en sciences sociales (EHESS) à Paris.